# Chameleon (álbum de Maynard Ferguson)
Chameleon es un álbum de estudio del músico canadiense Maynard Ferguson. Fue publicado en agosto de 1974 a través del sello discográfico Columbia Records. 

## Grabación y contenido
Las sesiones de grabación del álbum tuvieron lugar los días 1 y 4 de abril de 1974 en Nueva York. Chameleon contenía ocho canciones. El álbum incluía versiones de canciones de pop contemporáneas, entre ellas están «Jet» de Paul McCartney and Wings, «The Way We Were» de Barbra Streisand y «Livin' for the City» de Stevie Wonder. El álbum también incluye estándares de jazz como «I Can't Get Started» de Bunny Berigan. 

## Recepción de la crítica
Un escritor no especificado de la revista Cash Box declaró: “Maynard Ferguson ha sido considerado durante mucho tiempo como un patriarca en nuestra industria, un gigante musical cuyos horizontes se extienden hasta donde alcanza su vista. Este LP, una colección en la que destaca la melodía de Herbie Hancock que da título al álbum, es un gran paso adelante para el trompetista que siempre ha sido considerado como uno de los principales innovadores de la música (jazz) moderna”.

## Lista de canciones
| Lado uno |                   |                                                        |          |  |
| N.º      | Título            | Escritor(es)                                           | Duración |  |
| 1.       | «Chameleon»       | Paul Jackson Harvey Mason Bennie Maupin Herbie Hancock | 4:35     |  |
| 2.       | «Gospel John»     | Jeffrey Steinberg                                      | 6:02     |  |
| 3.       | «The Way We Were» | Marvin Hamlisch Alan Bergman Marilyn Bergman           | 3:25     |  |
| 4.       | «Jet»             | Paul McCartney                                         | 3:55     |  |

| Lado dos |                               |                          |          |  |
| N.º      | Título                        | Escritor(es)             | Duración |  |
| 1.       | «La Fiesta»                   | Chick Corea              | 8:04     |  |
| 2.       | «I Can't Get Started»         | Ira Gershwin Vernon Duke | 3:42     |  |
| 3.       | «Livin' for the City»         | Stevie Wonder            | 4:56     |  |
| 4.       | «Superbone Meets the Bad Man» | Jay Chattaway            | 5:09     |  |